# 大橋タカコ
大橋 タカコ（おおはし たかこ、本名：大橋貴子、3月15日 - ）は、株式会社パルフェ代表取締役。化粧品「TAKAKO OHASHI」販売。血液型AB型。

## 来歴
幼少期に習っていたモダンバレエをきっかけにメイクに興味を持つ。美容専門学校で学び、化粧品メーカー勤務。
2003年に個人事務所パルフェ設立、2004年にビューティースクール開講。2007年に化粧品ブランド「TAKAKO OHASHI 」を立ち上げ、2014年に株式会社ノーブル設立、2020年にブランドショップ青山店オープン。

## 出演
- 「B.C.ビューティー・コロシアム」フジテレビ[1]
- 「ゴールデンルーキー」フジテレビ[2]
- 「ラジかるッ」日本テレビ、木曜日レギュラー
- 「大橋タカコの美人バランスメイク」QVC[3]

## 書籍・DVD
書籍
- 『今きれいにならなくて、いつなるの?―35歳からの美肌塾』（2007年、 青春出版社） ISBN 4413093615
- 『大橋タカコのバランス美人メイク』（2004年、テレビ朝日コンテンツ事業部） ISBN 4881312804開発した化粧品ブランド

DVD
- 『THE大劇変 大橋タカコの美人バランスメイク[DVD]』（2011年、ビューティピクチャーズ）